# Kompleks stare Zdravstvene stanice u Imotskome
Kompleks stare Zdravstvene stanice nalazi se u Imotskom, na adresi ul. Vladimira Nazora 10.

## Opis
Kompleks se sastoji od tri kuće izrazitih stilskih figura, smještene u terasastom vrtu, ograđenom kamenim zidom u koji se ulazi kroz troja vrata. Južna kuća je reprezentativnija i najveća, građena od velikog, fino obrađenog kamena. U potkrovlju je istaknuti cementni luminar s atikom, ukrašen volutama i figurama lavova a na kutovima kuće su sklupture godišnjih doba na visokim postoljima s volutama.

## Zaštita
Pod oznakom Z-4559 zaveden je kao nepokretno kulturno dobro - pojedinačno, pravna statusa zaštićena kulturnog dobra, klasificirano kao "javne građevine".